# 山田里奈
山田 里奈（やまだ りな、1977年6月28日 - ）は日本の女優、声優。福岡県出身。身長162cm。劇団文学座所属。

## 出演作品

### テレビドラマ
- 恋、した。／／夜明けのエンジェルズ・キッス
- 旅行作家・茶屋次郎 天竜川殺人事件
- 大河ドラマ （NHK）鎌倉殿の13人（2022年6月19日　第24話）村人五藤太の妻役
- 連続テレビ小説 あんぱん 第49回（2025年6月5日、NHK総合） - 小島ウメ 役

### 舞台
- アラビアンナイト
- アルゴス坂の白い家 -クリュタイメストラ-

### 劇場アニメ
- 千と千尋の神隠し
- ハウルの動く城

### ゲーム
- 白騎士物語（カーラ）

### 吹き替え

#### 担当俳優
カン・ヘジョン
- オールド・ボーイ（ミド）
- 親切なクムジャさん（アナウンサー）
- とかげの可愛い嘘（イ・アリ）
- トンマッコルへようこそ（ヨイル）
- ハーブ（サンウン）
- 恋愛の目的（ホン）

#### 洋画・海外ドラマ
- アイルランド（イ・ジュンア（イ・ナヨン））
- アニマル・ハウス（ケイティ〈カレン・アレン〉）※ソフト版
- アメリカン・ゴシック 〜偽りの一族〜
- アレックス・ライダー（ジャック・スターブライト（アリシア・シルヴァーストーン））
- アンリ・デュナン〜国際赤十字誕生〜（セシル・チュイリエ）
- ER緊急救命室シリーズ
  - シーズンⅩ #9（ヨハンナ・ランブライト〈シャノン・ルシオ〉）
  - シーズンⅩⅡ（ゾウイ・バトラー〈カット・デニングス〉）
- イルマーレ
- WITHOUT A TRACE/FBI 失踪者を追え!（シーズン3：アグネス、シーズン5：ノラ）
- ウォー・オブ・ザ・デッド（スター）
- エア・シティ（ハン・イギョン）
- 彼女を信じないでください（チュ・ヨンジュ（キム・ハヌル））
- キューブ２ (サーシャ) ※テレビ東京版
- 宮廷女官チャングムの誓い（シヨン）
- キルスティン・ダンストの大統領の気をつけろ！ (アーリーン・ロレンゾ〈ミシェル・ウィリアムズ〉）
- クランク家のちょっと素敵なクリスマス (ブレア・クランク〈ジュリー・ゴンザロ〉)
- グリーンローズ（オ・スア（イ・ダヘ））
- クルーエル・インテンションズ３ (シェイラ・ライト)
- 最'狂'絶叫計画（シンディ（アンナ・ファリス））
- 最終絶叫計画4（シンディ（アンナ・ファリス））
- ジャンプイン！(タミー)
- 新入社員〜SUPER ROOKIE（イ・ミオク（ハン・ガイン））
- スカイ・ハイ（グウェン・グレイソン（メアリー・エリザベス・ウィンステッド））
- S.W.A.T.
- 先生はあきらめない 〜ロン・クラーク物語〜（マリッサ）
- ゾディアック
- ダイノトピア（マリオン）※テレビ朝日版
- トゥルー・コーリング（サラ・ウェッブ：#3）
- 罰ゲーム（ケイト〈マーゴ・ハーシュマン〉）
- BFG: ビッグ・フレンドリー・ジャイアント（メアリー（レベッカ・ホール））
- フルハウス（ハン・ジウン（ソン・ヘギョ））[5]
- プロヴァンスの贈りもの（クリスティ・ロバーツ（アビー・コーニッシュ））※機内版
- マルチュク青春通り（ウンジュ（ハン・ガイン））
- 名探偵ポワロ 青列車の秘密（レノックス）
- 名探偵モンク4 #3
- 碧血剣（夏青青）
- リバティーン（エリザベス・バリー（サマンサ・モートン））
- ルームメイト２ （部下）
- 新刑事コロンボ・奪われた旋律（レベッカ（ヒラリー・ダナー）） ※日本テレビ版